# 數碼港元
數碼港元，是構思中的央行數碼貨幣，由香港政府按香港聯繫匯率制度發行，價值會跟港元紙幣及硬幣對等。

## 歷史
2021年中，香港金融管理局公布「金融科技2025」策略，鼓勵業界全面應用金融科技，提供合理、高效的金融服務，惠及市民及社會。策略之一是加深對央行數碼貨幣(CDBC)的研究，當中包括：
1. 就批發層面CDBC (即「多種央行數碼貨幣跨境網絡」) 與其他央行及國際清算銀行合作，提升跨境支付等潛力；及
2. 就零售層面CDBC，探索發行「數碼港元」(e-HKD)的可行性。

2021年10月，香港金融管理局發表技術白皮書，並於2022年4月發表《從政策及設計角度看「數碼港元」》討論文件，邀請各界提出意見，以制定數碼港元的發展藍圖。
2022年9月，香港金融管理局完成數碼港元的諮詢，合共收到75份回應，普遍回應都顯示回應者支持推出「數碼港元」，同時認為零售層面的央行數碼貨幣（CBDC）具有發展潛力，對推出都有正面看法，但前提是要確保數碼港元的設計，要安全地保障用戶私隱、合法合規，及要達到最高的網絡安全水平。
2023年10月30日，香港金融管理局發布《「數碼港元」先導計劃第一階段報告》，邀請16間金融、支付及科技界的入選公司，包括滙豐銀行、恒生銀行、渣打銀行、支付寶、Mastercard等進行的14項試驗，於2023年內進行首輪試驗，深入研究6個範疇的潛在用例，包括：
- 全面支付
- 可編程支付
- 離線支付
- 代幣化存款
- 第三代互聯網交易結算
- 代幣化資產結算

2024年3月7日，香港金融管理局宣布展開批發層面央行數碼貨幣（wCBDC）項目Ensemble，以支持香港代幣化市場發展。
2024年3月14日，香港金融管理局宣布推出「數碼港元」先導計劃（先導計劃）第二階段。

## 另見
- 数字人民币
- 數字澳門元
- 區塊鏈
- 分散式帳本

## 外部連結
- 香港金融管理局：央行數碼貨幣（CBDC）專題
- (PDF). 香港金融管理局. 2022-09-20  [2024-03-14]. （原始内容存档 (PDF)于2024-03-01）.
- (PDF). 香港金融管理局. 2023-09-28.